# Ivan Jakimusjkin
Ivan Andrejevitsj Jakimusjkin (ryska: Иван Андреевич Якимушкин), född 17 juni 1996 i Murom i Vladimir oblast, är en rysk längdskidåkare som tävlar i världscupen. Han tog sin första individuella pallplats när han slutade tvåa på 15 km intervallstart i fri stil i Toblach den 31 december 2019.

## Resultat

### Pallplatser i världscupen

#### Individuellt
Jakimusjkin har fem individuella pallplatser i världscupen: två andraplatser och tre tredjeplatser.
| Säsong  | Datum            | Plats       | Disciplin                   | Placering |
| ------- | ---------------- | ----------- | --------------------------- | --------- |
| 2019/20 | 31 december 2019 | Toblach     | 15 km individuell start (F) | 2:a       |
| 2019/20 | 9 februari 2020  | Falun       | 15 km masstart (F)          | 3:a       |
| 2020/21 | 2 januari 2021   | Val Müstair | 15 km masstart (K)          | 3:a       |
| 2020/21 | 5 januari 2021   | Toblach     | 15 km individuell start (F) | 3:a       |
| 2020/21 | 6 januari 2021   | Toblach     | 15 km jaktstart (K)         | 2:a       |